# Paux de trois
|  | Denne artikel er oprettet af botten PalnaBot ud fra en ekstern database. Den kan derfor have sproglige fejl eller mangler. Denne skabelon kan fjernes efter kontrol af indholdet. |

Paux de trois er en film instrueret af Anne Louise Laugesen.

## Handling
En ballerina med enormt lange bryster danser, men dele af hendes krop arbejder imod hende.